# 東梅里馬克 (新罕布什爾州)
東梅里馬克（英語：East Merrimack）是位於美國新罕布什爾州希爾斯波羅縣的普查規定居民點。

## 人口
根據2020年美國人口普查的數據，東梅里馬克的面積為9.63平方千米，當中陸地面積為8.74平方千米，而水域面積為0.89平方千米。當地共有人口5176人，而人口密度為每平方千米537.49人。